# دی‌آنیون دی‌اتینیل‌بنزن
در شیمی آلی، یک دی‌آنیون دی‌اتینیل‌بنزن ساختاری است که شامل دو آنیون اتینیل به‌عنوان استخلاف روی یک حلقه‌ی بنزن است. هر سه ساختار دارای فرمول شیمیایی -۲
۴C
۶H
۴C هستند، اما سه ایزومر ساختاری در آن‌ها وجود دارد، که در محل اتصال دو استخلاف به حلقه‌ی بنزن با یکدیگر اختلاف دارند:
- دی‌آنیون اورتو-دی‌اتینیل‌بنزن
- دی‌آنیون متا-دی‌اتینیل‌بنزن
- دی‌آنیون پارا-دی‌اتینیل‌بنزن

از سال ۲۰۱۸ آن‌ها قدرتمندترین ابربازهای شناخته‌شده هستند، که قدرت قلیایی آن‌ها با نزدیک‌تر شدن گروه‌های اتینیل به‌یکدیگر افزایش می‌یابد. این بازها در آزمایش‌های طیف‌سنجی جرمی پژوهشگران در استرالیا با کربوکسیل‌زدایی ساختارهای بنزن دیپروپینوییک اسید به‌وجود آمده‌اند.

## سنتز و مشاهده
هیچ حلال مناسبی برای این بازهای فوق‌العاده قدرتمند وجود ندارد، پس آن‌ها را باید در حالت گازی ایجاد نمود، شرایطی که امکان مشاهده‌ی مستقیم برخی واکنش‌ها و محاسبه‌ی پروتون‌خواهی آن‌ها را، به‌جای تلاش برای مشاهده‌ی عوامل میزان pKa، فراهم می‌کند.
سنتز این دی‌آنیون‌ها در یک طیف‌سنج جرمی چهارگانه یونی‌تله خطی انجام شد. یونش الکتروافشانه (ESI) دی‌اسید پیش‌ساز با از دست دادن دو اتم هیدروژن باعث تولید دی‌آنیون دی‌کربوکسیلات (−C۶H۴(C۳O۲)۲]۲]) می‌شود که در طیف‌سنجی جرمی با نسبت جرم به بار ۱۰۶ (m/z) مشخص می‌شود. دی‌آنیون به‌دست‌آمده با تفکیک ناشی از برخورد، دو مولکول کربن دی‌اکسید را به‌طور متوالی از دست می‌دهد و در نهایت دی‌آنیون دی‌اتینیل‌بنزن با نسبت جرم به بار ۶۲ تولید می‌شود.

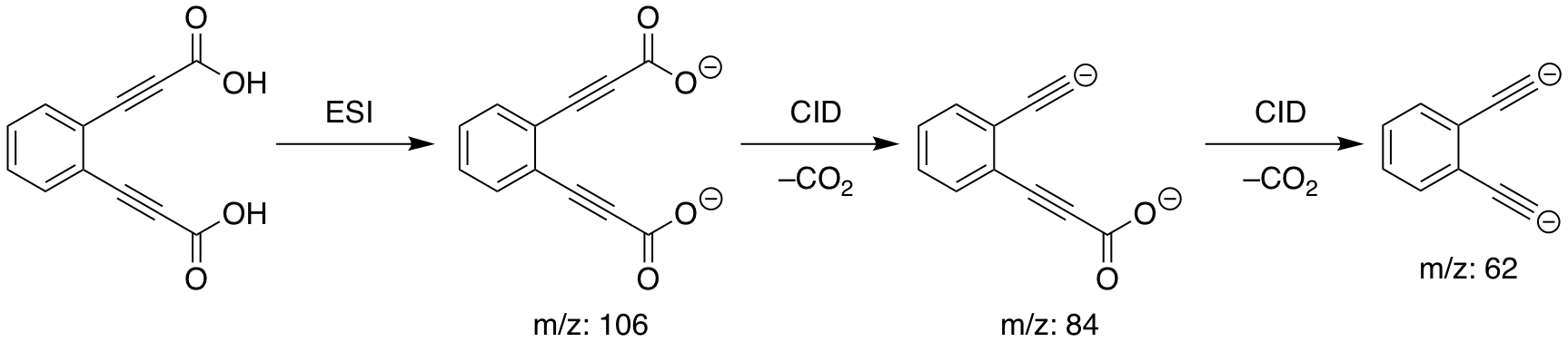
تولید دی‌آنیون اورتو-دی‌اتینیل‌بنزن از اورتو-دی‌پروپیونیک اسید پیش‌ساز

## واکنش‌ها
واکنش‌های این دی‌آنیون‌ها در حالت گاز در واکنش با مقدار کمی از معرف‌های گوناگون که به گاز حامل هلیم افزوده شده‌است مورد مطالعه قرار می‌گیرد. برای مثال، واکنش با دوتریم اکسید (آب سنگین) باعث تولید مونوآنیون (–C۶H۴(C۲۲H)(C۳ با مشخصه‌ی ۱۲۶ m/z می‌شود. واکنش آن با بنزن باعث تولید آنیون فنیل (۷۷ m/z) می‌شود که قدرت قلیایی شدید این دی‌آنیون را مشخص می‌کند. با وجود ترمودینامیک‌های مناسب تلاش برای واکنش این دی‌آنیون با گاز دوتریم و متان دوتریم‌دار موفقیت‌آمیز نبود؛ بانیان این موضوع را به انرژی فعال‌سازی زیاد برای ربایش پروتون‌های آن مواد نسبت می‌دهند.

### خاصیت بازی
هر سه ایزومر ابرباز هستند. طبق محاسبات، دی‌آنیون اورتو-دی‌اتینیل‌بنزن با پروتون‌خواهی ۱-۱۸۴۳.۳kJ·mol قدرتمندترین باز آلی ممکن است. ایزومر متا با ۱۷۸۶.۸kJ·mol-۱ دومین‌قدرتمند و ایزومر پارا با ۱۷۸۰.۷kJ·mol-۱ سومین‌قدرتمند است.

## ایزومرها
| نام رایج             | دی‌آنیون اورتو-دی‌اتینیل‌بنزن | دی‌آنیون متا-دی‌اتینیل‌بنزن   | دی‌آنیون پارا-دی‌اتینیل‌بنزن                                                           |
| شناسه‌ها              |                            |                            |                                                                                     |
| مدل سه‌بعدی (جی‌اس‌مول) | تصویر مرتبط                | تصویر مرتبط                | تصویر مرتبط                                                                         |
| این‌چی                |                            |                            | - InChI=1S/C10H4/c1-3-9-5-7-10(4-2)8-6-9/h5-8H/q-2 Key: GGQMWKMAMDPRPA-UHFFFAOYSA-N |
| اسمایلز              | - [C-]#Cc0ccccc0C#[C-]     | - 1=[C-]#Cc0cccc(c0)C#[C-] | - 1=[C-]#Cc1ccc(cc1)C#[C-]                                                          |
| مشخصات               |                            |                            |                                                                                     |
| فرمول شیمیایی        | –C۱۰H۴۲                    | –C۱۰H۴۲                    | –C۱۰H۴۲                                                                             |
| جرم مولی             | ۱۲۴.۱۴۲g·mol−۱             | ۱۲۴.۱۴۲g·mol−۱             | ۱۲۴.۱۴۲g·mol−۱                                                                      |